# Elionurus bilinguis
Elionurus bilinguis är en gräsart som först beskrevs av Carl Bernhard von Trinius, och fick sitt nu gällande namn av Eduard Hackel. Elionurus bilinguis ingår i släktet Elionurus och familjen gräs. Inga underarter finns listade i Catalogue of Life.